# Parapseudoleptomesochra almoravidensis
Parapseudoleptomesochra almoravidensis is een eenoogkreeftjessoort uit de familie van de Ameiridae. De wetenschappelijke naam van de soort is voor het eerst geldig gepubliceerd in 1986 door Rouch.